# サアーダトゥッラー・ハーン2世
サアーダトゥッラー・ハーン2世（Sa'adatullah Khan II, 生年不詳 - 1744年7月4日）は、南インドのカルナータカ太守（在位：1742年 - 1744年）。ムハンマド・サイイド（Muhammad Sayyid）とも呼ばれる。

## 生涯
1742年10月13日、カルナータカ太守サフダル・アリー・ハーンは従兄弟ムルタザー・アリー・ハーンに殺害された。ムルタザー・アリー・ハーンは自身がカルナータカ太守であると宣言した。
しかし、その幼い息子であるサアーダトゥッラー・ハーンは難を逃れ、マドラスのイギリス東インド会社の支持を得て、サアーダトゥッラー・ハーン2世として太守位を宣した。同時にデカン地方のニザーム王国も彼の正当性を支持し、カルナータカ地方政権の領土に歩兵20万と騎兵8万の軍を送った。
1743年3月、ニザーム軍は首都アルコットを占領し、ムルタザー・アリー・ハーンを退け、サアーダトゥッラー・ハーン2世を即位させた。彼は幼少であったので、ホージャ・アブドゥッラー・ハーンが後見役としてニザームに任命された。
ニザーム王国はカルナータカにおける権力を確立しようと、ティルチラーパッリのマラーター勢力を包囲し、8月29日にこれを占領した（ティルチラーパッリ包囲戦）。
1744年3月、サアーダトゥッラー・ハーン2世の後見役であったホージャ・アブドゥッラー・ハーンが暗殺され、同月28日にアンワールッディーン・ハーンが新たな後見役となった。
そして、同年7月4日にサアーダトゥッラー・ハーン2世も暗殺され、アンワールッディーン・ハーンがニザームにより新太守に任命された。こうして、カルナータカ太守はナワーヤト朝に代わり、アンワーリーヤ朝が世襲するところとなった。
これに激怒したのがナワーヤト家のチャンダー・サーヒブだった。彼はサアーダトゥッラー・ハーン2世の義理の叔父で、ドースト・アリー・ハーンの娘婿である自分こそが新太守にふさわしいと思っていた。これにより、ナワーヤト朝とアンワーリーヤ朝との対立が生じることとなり、第二次カーナティック戦争勃発の原因の一つとなった。